# 詞先
詞先（しせん）とは、楽曲制作において、作曲より先に作詞を行う手法のことである。演歌歌手やシンガーソングライターの楽曲によく見られる。また合唱曲はその多くが既存の詩（とりわけ現代詩）作品に作曲する詞先方式をとっている。対義語は曲先（きょくせん）という。これは、作曲を先に行い後から作詞を行う手法である。
詞先のメリットとしては、しっかりとしたテーマ性を持った表現をしやすいこと、飛躍した発想のメロディをときに作れること、ミュージカルなどポップスの枠組みを超えたジャンルの曲を作れること、アレンジに至るまで世界観の統一をしやすいことが挙げられる。逆にデメリットとしては、字数を合わせた作曲が難しいこと、散文的で音楽として響かない詞になりがちなことが挙げられる。

## 詞先型の主な音楽家
- aiko
- BUMP OF CHICKEN
- 鬼束ちひろ
- 川嶋あい
- チャットモンチー
- SHISHAMO
- 槇原敬之
- 松本隆　※「しせん」ではなく「しさき」と呼ぶ。
- 筒美京平
- 杉山勝彦
- 田中公平[2]
- グループ魂
- 熊木杏里　※詞曲が同時に出てきた場合であっても、「言葉が先行していることに変わりはない」という発言を残している。
- ゲスの極み乙女。 ※元々は曲先であったが、「私以外私じゃないの」から詞先に変更したという。
- 吉田拓郎
- 中村中
- コブクロ
- スキップカウズ
- ジョン・レノン
- エルトン・ジョン
- DECO*27